# Szwedagon
Szwedagon (birm. ရွှေတိဂုံစေတီတော် /ʃwèdəɡòʊɴ pʰəjá/; dosł. „złota pagoda z Dagon”; mon. ကျာ် လ္ဂုၚ် /tɕaɪʔ təkɜ̀ŋ/) – świątynia buddyjska w Rangunie (niegdyś Dagon), byłej stolicy Mjanmy. Wierzy się, iż została wybudowana 2500 lat temu na zlecenie króla Okkalapy. Chociaż w jej nazwie jest słowo "pagoda" to jako budowla sakralna jest typową stupą. Uważana powszechnie za jedno z najświętszych miejsc Mjanmy (obok Świątyni Mahamuni w Mandalaj oraz Złotej Skały).
To, co czyni tę stupę wyjątkową pośród tego rodzaju sakralnych budowli jest to, że zawiera w sobie Sandaw (Włosy z Głowy) Buddy Gotamy (ponoć 8 włosów). Przechowywane są one razem z niezliczoną ilością skarbów: złota i kosztowności wewnątrz stupy. Dodatkowo udekorowana jest dziesięcioma cennymi częściami. Stupa jest usytuowana na szczycie wzniesienia "Thein Gottara", które jest najwyższym wzniesieniem w okolicy Rangunu. Całkowita waga zebranego tutaj złota może dzisiaj dochodzić do 9 ton.
Ostatnia generalna renowacja stupy miała miejsce w 1871 r. w czasie rządów króla Mindona. Niektóre budynki zatem powoli niszczeją (np. Shwehtidaw) z powodu deszczów i braku remontów od tamtego czasu. Obecnie są prowadzone prace renowacyjne i zbiórki pieniędzy oraz kosztowności na ten cel.

## Legenda
Istnieje wiele wersji legendy dotyczącej powstania Szwedagon, z których ostatnia datuje się jeszcze na lata 50. XX wieku. Wszystkie te rozbudowywane przez wieki i uzupełniane o nowe szczegóły legendy są adaptacjami wcześniejszych tekstów palijskich powstałych w połowie I tysiąclecia po Chr. (m.in. Mahavamsy).
Według wersji birmańskiej i mońskiej, zapisanych w formie inskrypcji na kamiennych blokach znajdujących się na terenie kompleksu otaczającego Szwedagon, w 49. dniu po osiągnięciu przez Buddę oświecenia dwaj bracia-kupcy, Tapussa i Bhallika, przejeżdżali w pobliżu Bodh Gaja na czele karawany 500 wozów zaprzężonych w woły, gdy tajemnicza siła zatrzymała koła pojazdów. Do braci przemówił wówczas duch, który ponaglił ich aby podali Buddzie pierwszy posiłek po jego siedmiotygodniowym poście, dzięki czemu zyskają wieczne szczęście i dostatek. Bracia wykonali polecenie, a następnie poprosili Buddę o dar, który będą mogli otoczyć kultem po powrocie do domu. Budda spełnił prośbę darowując im osiem włosów wyrwanych ze swojej głowy. Tapussa i Bhallika zatrzymali dwa włosy dla siebie, jednak w czasie podróży zostały one skradzione przez króla-węża Jayasenę (miały być one z kolei wykradzione Jayasenie przez nieustraszonego mnicha wysłanego przez legendarnego władcę Sri Lanki, który umieścił je we własnej świątyni). Gdy wreszcie dotarli do domu, bracia umieścili pozostałych sześć włosów w stupie na górze Tamagutta na terenie obecnego Rangunu. Stupa ta miała popaść w zapomnienie wraz z zapaścią buddyzmu po śmierci Buddy. W 256 lat po śmierci Buddy dwaj "wielcy starcy", Sona i Uttara, przybyli z Indii do Thatôn w państwie Monów aby ponownie zaszczepić na tych terenach buddyzm. Gdy miejscowy król Sirimasoka zażądał od nich przedmiotów kultu, odkryli oni zapomnianą stupę na górze Tamagutta (oraz szereg innych porzuconych obiektów sakralnych). Góra została oczyszczona z porastającej ją dżungli, a stupa odbudowana.
Wraz z opanowaniem ziem Monów przez Birmańczyków w XVI w. ta podstawowa wersja legendy zaczęła być coraz bardziej ubarwiana. Według wersji zapisanej w roku 1588 bracia przybywszy do Birmy po trwającej 9 miesięcy podróży zostali uroczyście przyjęci przez króla Okkalapę, który na powitanie nadpływających relikwii wszedł do rzeki Irawadi. Król wyruszył wraz z braćmi i królem natów Thagyaminem na poszukiwanie ukrytych relikwii. Dzięki pomocy nata Bo Bo Gyi odkryli oni na górze Singuttara zakopaną komnatę zwierającą relikwie pozostawione przez trzech wcześniejszych Buddów, którzy odwiedzili okolice dzisiejszego Rangunu niezliczone tysiąclecia wcześniej: filtr do wody Kakusandhy, szatę Konagamany i kij Kassapy (w różnych wersjach legendy liczba i rodzaj relikwii są różne). Według kolejnej wersji legendy, zawartej w XIX-wiecznej kronice Hmannan Yazawin, w trakcie podróży bracia utracili cztery włosy Buddy, jednak król Ukkalapa (Okkalapa) w cudowny sposób je odzyskał.
Istnieje bardzo wiele odmian tych legend podających różne liczby utraconych włosów i okoliczności ich utraty, miejsca ich przekazania przez Buddę obu braciom, miejsca przybycia relikwii na teren Mjanmy, udziału króla Okkalapy w odzyskaniu relikwii, pomocy, jakiej miały przy tym udzielić królowi ogry  i.t.d.

## Historia

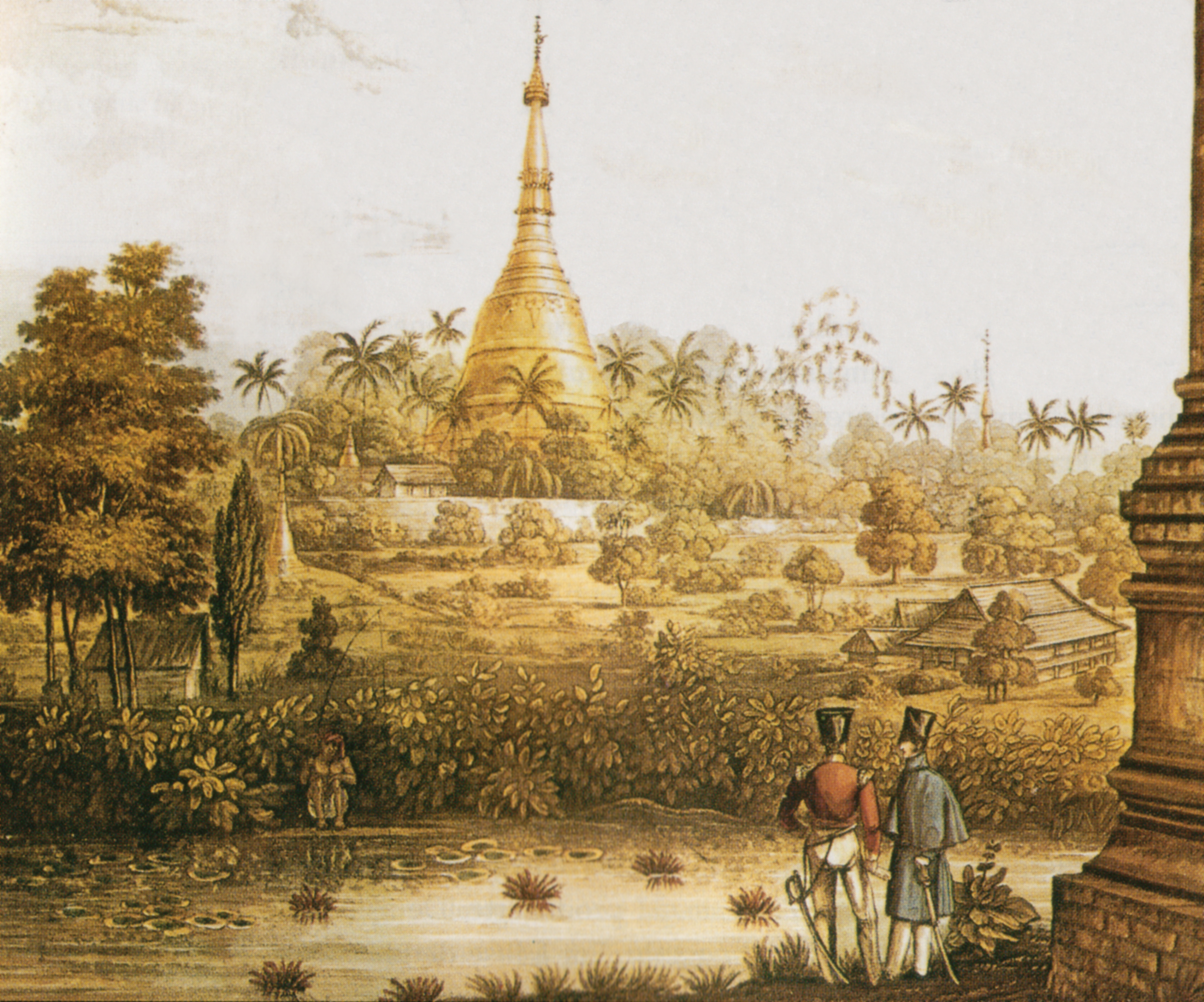
Szwedagon, litografia, 1825

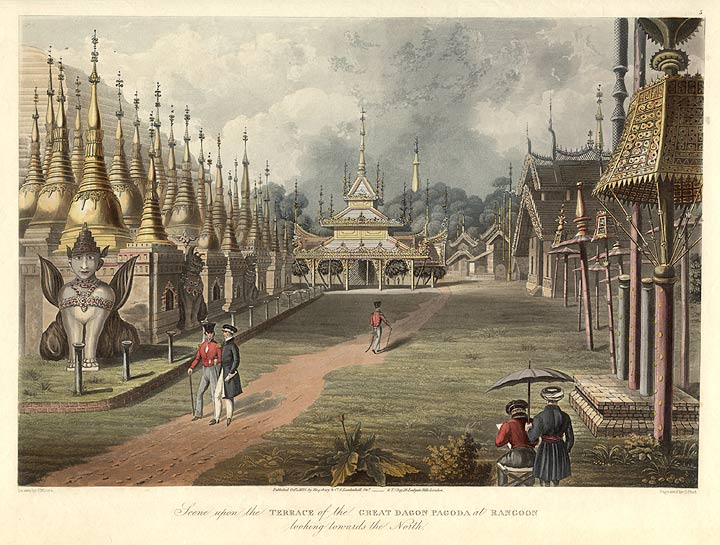
Kompleks świątynny na rycinie z XIX wieku.

Co się działo ze stupą do XIV wieku – niewiele wiadomo. W roku 1372, król Binnya, władca królestwa Hanthawaddy, odwiedził Rangun by odnowić stupę. Następnie królowie Mjanmy sukcesywnie odnawiali ją lub przebudowywali, aż pięć wieków temu osiągnęła kształt, który posiada do dzisiaj. Małe miasteczko Okkala od tego czasu rozrosło się do dzisiejszego Rangunu, a swą chwałę zawdzięcza stupie która wznosi się nieopodal na wzgórzu.
Szwedagon zdobyła sobie wielką wagę jako miejsce buddyjskiego kultu religijnego od czasów królestwa dynastii Mon z Bago przez władanie Binnya U, Binnya Dammayaza, Binnyarana, Binnyawaru, i Binnyagyan. Lecz to za czasów królowej Shin Sawpu pojawił się kształt, który jest podstawą dzisiejszego wyglądu stupy. Shinsawpu, królowa regentka z Hantharwaddy, w latach 1455–62 rozbudowała stupę dodając tarasy, balustradę i kilka murów otaczających miejsce kultu, a także podarowała duży obszar ziemi przylegający do stupy na przyszłe inwestycje religijne. Legendy podają, ze udekorowała stupę od szczytu po podstawę w złote liście odpowiadające jej wadze. Ustanowiła też miasto na północny zachód od stupy, które dzisiaj jest zwane Myenigone, tak by mogła stamtąd doglądać prac inżynieryjnych mających miejsce przy stupie. Jej brat, bezpośredni potomek Binnyagyana podniósł wysokość stupy do 92 metrów.
Król Dhammazedi, zięć i sukcesor Shinsawpu, zapisał w inskrypcjach kamiennych legendę powstania stupy. Także on podarował stupie wielki dzwon brązowy, który według legendy miał ważyć 180,000 vissów (276 ton). Dzwon ten został zdjęty, by być przetopiony na armaty przez portugalskiego awanturnika Phillippe de Brito, około roku 1608. Wielki dzwon nosił miano Dhamazedi i ponoć był wtedy największym dzwonem na świecie. Jednak w drodze do Than Lyin (Syriam), gdzie Portugalczyk miał swą siedzibę, dzwon utonął wraz ze statkiem w rzece.
Cześć stupie i złożonym w niej reliktom oddawali Bayinnaung, jego syn Nandabayin, a także Anaukpetlun, Minredeippa, i Tharlun. Król Alaungphayar kazał odnowić stupę za swoich rządów. Król Shinbyushin, władca Avy, podniósł stupę do jej dzisiejszej wysokości w 1774 r. i dodał nową "koronę" (Htee) ważącą ponoć tyle samo co on sam w złocie. Król Singu, syn króla Sinbyushin, w 1778 r. ponownie przebudował stupę i ufundował nowy brązowy dzwon ważący 55,555 vissów (ok. 85 ton). Stoi on na północno-zachodniej części podstawy stupy.
Po pierwszej wojnie angielsko-birmańskiej w 1824, dzwon został zrabowany przez Anglików. Podczas transportu zatonął on w rzece. Później został wydobyty i publicznym sumptem przywrócony na teren stupy. Król Tharrawaddy w 1841 r. założył miasto na zachód od stupy, której ofiarował 12 vissów (18,4 kg) czystego złota i ufundował dzwon o wadze 26 000 vissów (ok. 40 ton). Dzwon ten zawieszono w północno-wschodnim rogu platformy.
Król Mindon, który założył miasto Mandalaj w 1857, wysłał nową złotą "koronę" parowcem do Ragunu w październiku 1871, kiedy dolna Mjanma była już pod okupacją brytyjską. W 1919 nieco uszkodził stupę i musiano naprawić "diamentowy pąk" i wymienić kilka płatów złota w ciągu następnych dwóch lat (co stanowiło koszt miliona rupii).
Stupa wielokrotnie opierała się wpływom atmosferycznym, dzikości przyrody, trzęsieniom ziemi (w latach 1564, 1628, 1649, 1661, 1664, 1769, 1888, i 1919) oraz poważnemu pożarowi w 1931. Wciąż trwa i jest otaczana czcią. Ralph Fitch powiedział o stupie "To najmagiczniejsze miejsce na całym świecie".

## Architektura

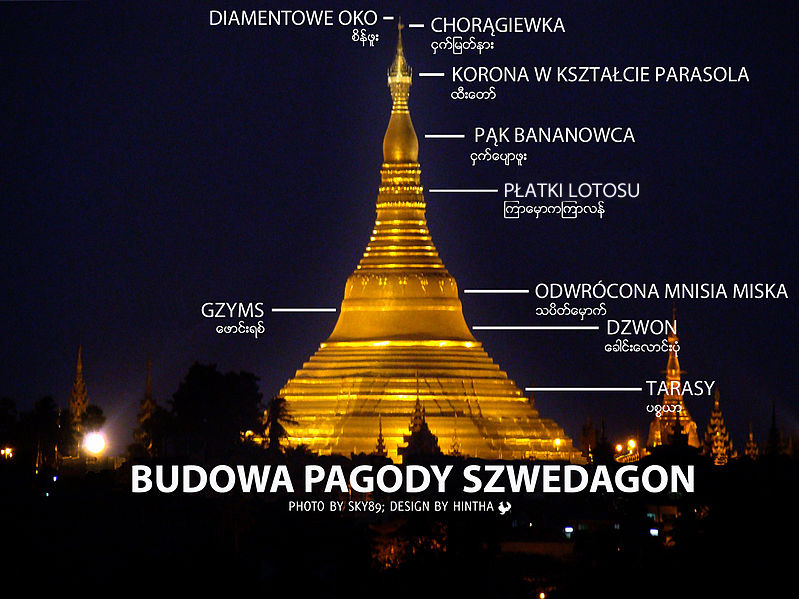
Budowa pagody Szwedagon

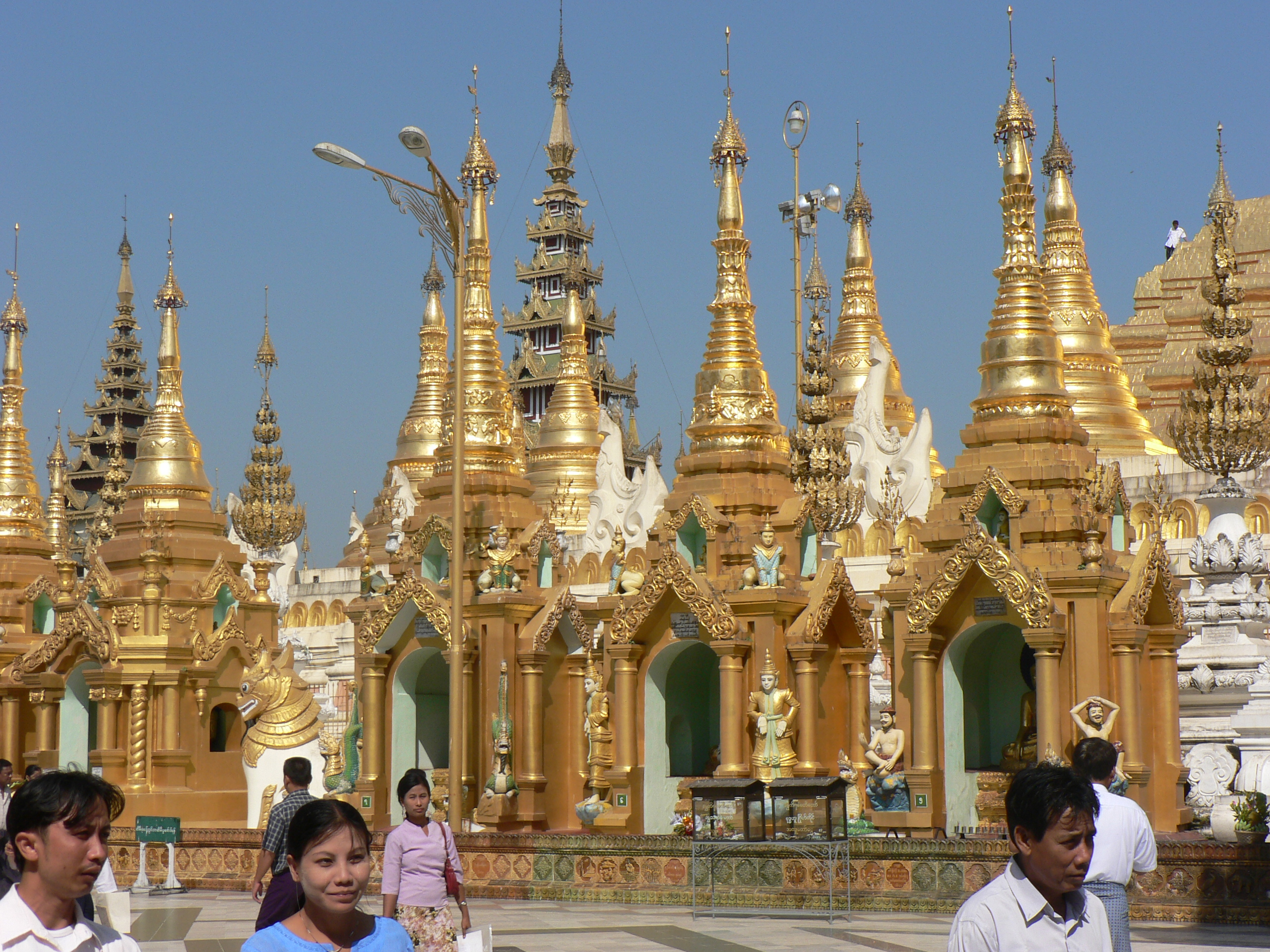
Kapliczki u podstawy stupy.

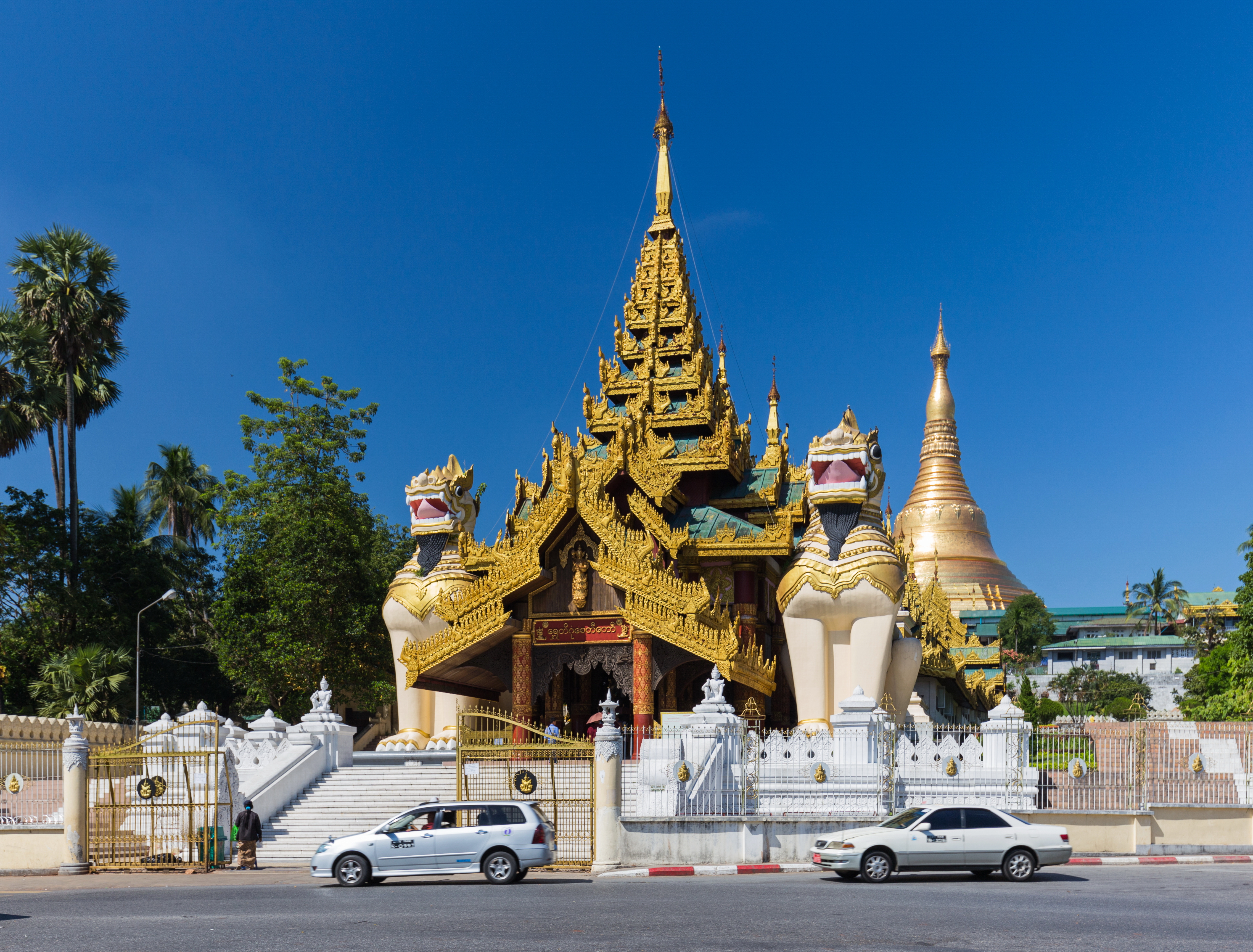
Południowe wejście do kompleksu.

Stupa jest stożkowatą, ceglaną budowlą pokrytą warstwami złota. Jest wysoka na 99 metrów i ustawiona na wzgórzu 51 metrów nad miastem. Składa się z 10 części:
- diamentowe oko, birm. စိန်ဖူး
- chorągiewka, birm. ငှက်မြတ်နား
- korona w kształcie parasola, birm. ထီးတော်
- pąk bananowca, birm. ငှက်ပျောဖူး
- płatki lotosu, birm. ကြာမြောက်ကြာလန်
- odwrócona mnisia miska, birm. သပိတ်မှောက်
- gzyms opasujący obwód stupy, birm. ဖောင်းရစ်
- dzwon, birm. ခေါင်းလောင်းပုံ
- tarasy (3), birm. ပစ္စယာ
- podstawa, birm. ရင္ျပင္

Obwód podstawy stupy wynosi około 433 metrów, a jej całkowita wysokość 99 metrów, licząc od platformy. Podstawę otaczają 64 mniejsze stupy z czterema większymi umiejscowionymi na środku każdej ze stron. Na podstawie można znaleźć cztery posągi istot podobnych do sfinksów (po jednym na każdym rogu), 6 gryfów (po trzy z każdej strony). Przy podstawie stupy stoją cztery kapliczki (Tazaung), po jednej na każdą stronę, w których umieszczono posągi Buddy.
Dookoła podstawy stoją posągi słoni i ludzi w pozach modlitewnych. Z przodu stupy postawionych jest 72 pomniejszych kapliczek, otaczających jej podstawę. Tutaj znajduje się mnóstwo wizerunków lwów, Nagów, ogrów i innych mitycznych istot takich jak np. Wathundari (duch opiekuńczy).
Na murze, poniżej pierwszego tarasu stupy, przy południowo-zachodnim i północno-zachodnim rogu znajdują się rzeźby. Pierwsza z nich przedstawia króla Okkalapę, który zbudował stupę. Druga to para postaci: wyżej położona to Sakka, bóstwo które towarzyszyło powstawaniu stupy, niżej położona to Me Lamu, żona Sakki i matka króla Okkalapy.
Przy podstawie stupy znajdują się cztery wejścia do tuneli wiodących do jej wnętrza. Nie jest pewne co się w nich znajduje. Według legend wewnątrz strzegą drogi latające ostrza, atakujące intruzów. Inne legendy mówią, iż tunele prowadzą do Baganu i Tajlandii.
Aby uczynić stupę odporną na wpływy pogody, po roku 1900, zaczęto pokrywać złotem część zwaną "platynowy pąk". Każdy płat złota, mierzył 30.48 cm kwadratowych i ważył 5 tical (362,82 gramy). W 1903 cały "platynowy pąk" został pokryty złotem. Kroniki podają, iż 4 takie płyty podarował król Jerzy V (wtedy jeszcze Książę Walii) i królowa Mary, kiedy odwiedzali Mjanmę w 1906.
Tabela prezentuje szacowaną ilość kosztowności:
| Część  | Diamenty                           | Złoto                                                     | Drogie kamienie |
| ------ | ---------------------------------- | --------------------------------------------------------- | --------------- |
| Kopuła | 4350 kamieni ważących 2000 karatów | 9272 płytek o szerokości ok. 30,48 cm ważących 5004 uncji | 93 kamieni      |
| Stożek | 1090 kamieni ważących 240 karatów  |                                                           | 1338 kamieni    |
| Korona |                                    | 1065 złotych dzwonów                                      | 886 kamieni     |